# ألفرد وايت
ألفرد وايت (4 أكتوبر 1879 في أستراليا - 15 ديسمبر 1962) (بالإنجليزية: Alfred White)‏ هو لاعب كريكت أسترالي.

## وصلات خارجية
- ألفرد وايت على موقع إي آس بي آن كريك إنفو (الإنجليزية)